# Abertzale Sozialisten Batasuna
Abertzale Sozialisten Batasuna (Unión de Socialistas Patriotas) fue un partido político promovido por Batasuna, entonces ilegalizado, que se presentó en 2007 a las elecciones municipales y forales en el País Vasco y Navarra, así como a las autonómicas de Navarra, si bien fue ilegalizado antes de la celebración de las elecciones. Al igual que sus promotores, era de ideología nacionalista vasca e independentista.

## Estatutos
En sus estatutos se marcaban entre sus objetivos la "independencia nacional de Euskal Herria" así como "la definitiva superación del conflicto" mediante "un proceso de diálogo". Sus estatutos también manifestaban que la consecución de dichos objetivos "se llevará a cabo con respecto a los principios democráticos y al pluralismo social y político, así como mediante la defensa de los derechos humanos y libertades fundamentales de las personas y de los pueblos y, empleando para ello, exclusivamente, vías políticas y democráticas". A pesar de que se apostaba por vías políticas y por un proceso de paz, no había una condena expresa y directa a ETA; por lo que se consideró que vulneraba la Ley de Partidos, aunque el entorno de Batasuna expresó que la respetaba "escrupulosamente".

## Historia
Fue registrado el 27 de marzo de 2007 por Marije Fullaondo en el Ministerio del Interior. Esa misma noche, el presidente del Gobierno español, José Luis Rodríguez Zapatero, confirmó que Interior ya había visto indicios de ilegalidad y pidió a la Fiscalía General del Estado que investigara. Así, el 3 de abril, el fiscal general Cándido Conde-Pumpido solicitó al Tribunal Supremo que detuviera el proceso de legalización de ASB por tratarse de "una sucesión o continuadora de Batasuna", basándose en cuatro aspectos: la reutilización del nombre de Batasuna en la nueva formación, la pertenencia a Herri Batasuna de dos de sus promotores, la identidad en la organización y la estructura entre Batasuna y ASB, y la imputación a Marije Fullaondo de un delito de pertenencia a banda armada, aun cuando la sentencia no era firme.
Sin embargo, 13 de mayo el dirigente de Batasuna Pernando Barrena pidió en Bilbao el voto para Acción Nacionalista Vasca (ANV) en las elecciones municipales del mismo mes ante la ilegalidad dictada contra ASB. Dicho partido acabó obteniendo diversa representación, no sin antes ser impugnadas algunas de sus listas por estar "contaminadas" por Batasuna.
El 16 de mayo, la sala 61 del Tribunal Supremo prohibió la inscripción de ASB en el registro de partidos políticos, aceptando las argumentaciones de Fiscalía y Abogacía del Estado y apreciando que ASB era otro intento en la reiterada trayectoria de Batasuna, la cual, en todas las elecciones tras su ilegalización en 2003, había mostrado el propósito de presentarse a los comicios.